# Nordingtjärnarna (Stensele socken, Lappland, 722548-154167)
Nordingtjärnarna är en sjö i Storumans kommun i Lappland och ingår i Umeälvens huvudavrinningsområde.